# The Harvest Floor
Albums de Cattle Decapitation
Karma.Bloody.Karma
(2006) Monolith of Inhumanity
(2012)
The Harvest Floor est le cinquième album studio du groupe de deathgrind américain Cattle Decapitation sorti le 20 janvier 2009. La couverture, dessinée par Wes Benscoter, montre la façade avant d'un grand abattoir, où une foule est dirigée vers l'intérieur pour passer de vie à trépas. C'est le dernier album du groupe avec le bassiste Troy Oftedal.

## Réception
D'après Nielsen Soundscan, l'album s'est vendu à 1 700 exemplaires aux États-Unis la semaine de sa sortie. L'album a débuté à la seizième place du classement Billboard Top Heatseekers.

## Liste des titres
| No  | Titre                     | Durée |
| --- | ------------------------- | ----- |
| 1.  | The Gardeners of Eden     | 5:38  |
| 2.  | A Body Farm               | 3:28  |
| 3.  | We Are Horrible People    | 3:56  |
| 4.  | Tooth Enamel and Concrete | 2:57  |
| 5.  | The Ripe Beneath the Rind | 2:49  |
| 6.  | The Product Alive         | 3:04  |
| 7.  | In Axetasy                | 4:43  |
| 8.  | Into the Public Bath      | 3:10  |
| 9.  | The Harvest Floor         | 3:07  |
| 10. | Regret and the Grave      | 4:39  |

| 1. | Pandemic: The Damnation Epic (Making-of de l'album) | 21:36 |

Des clips vidéos sont sortis pour les morceaux A Body Farm et Regret and the Grave.

## Composition du groupe
- Travis Ryan - Chant, composition et conception.
- Josh Elmore - Guitare.
- Troy Oftedal - Basse.
- Dave McGraw - Batterie.

## Musiciens additionnels
sur The Gardeners of Eden
- John Wiese - Ambiance.

sur We Are Horrible People
- Jackie Perez Gratz (Grayceon) - Violon électrique.

sur Tooth Enamel and Concrete
- Ross Sewage (Impaled, Ghoul) - Chant.

sur The Product Alive
- Dino Sommese (Dystopia, Ghoul) - Chant.

sur The Harvest Floor
- Jarboe La Salle Devereaux (Swans) - Chant.
- Jackie Perez Gratz - Violon électrique.
- Billy Anderson - Clavier et percussions.
- John Wiese - Ambiance.

sur Regret and the Grave
- Jarboe La Salle Devereaux - Chant.
- Jackie Perez Gratz - Violon électrique.

## Membres additionnels
- Billy Anderson - Producteur et ingénieur du son.
- Adam Myatt - Ingénieur du son (assistant).
- Zack Ohren - Technicien (batterie).
- Alan Douches - Mastering.
- Wes Benscoter - Artwork.
- Cain Gillis - Mise en page.
- Sarah Remetch - Photos.
- Robin Laananen - Photos[14].